# Trichanthodium baracchianum
Trichanthodium baracchianum là một loài thực vật có hoa trong họ Cúc. Loài này được (Ewart & Jean White) P.S.Short miêu tả khoa học đầu tiên năm 1990.